# Neyland
Neyland – miasto w południowo-zachodniej Walii, w hrabstwie Pembrokeshire, położone na północnym brzegu estuarium Daugleddau, naprzeciw miasta Pembroke Dock. W 2011 roku liczyło 3708 mieszkańców.
Do połowy XIX wieku Neyland było niewielką wsią, w 1851 roku liczącą niecałe 200 mieszkańców. Rozwój miasta zapoczątkowała budowa w latach 1855-1856 stacji kolejowej i portu, obsługujących ruch pasażerski i towarowy do Irlandii i za Ocean Atlantycki. Okres świetności miasto przeżywało do początku XX wieku. Linię kolejową zamknięto w 1964 roku. Na terenie dawnego terminala przeładunkowego powstał port żeglarski.